# زیردریایی یو-۳۳۴
زیردریایی یو-۳۳۴ (به انگلیسی: German submarine U-334) یک زیردریایی بود که طول آن ۶۷٫۱ متر (۲۲۰ فوت ۲ اینچ) بود. این زیردریایی در سال ۱۹۴۲ ساخته شد.